# Frea mabokensis
Frea mabokensis är en skalbaggsart som beskrevs av Stefan von Breuning 1970. Frea mabokensis ingår i släktet Frea och familjen långhorningar. Inga underarter finns listade i Catalogue of Life.